# MicroCarb
MicroCarb, parfois stylisé µCarb, est une future mission spatiale de l'agence spatiale française (CNES) qui doit mesurer les échanges de dioxyde de carbone présent dans l'atmosphère de la Terre au-dessus de l'ensemble des régions du globe et plus particulièrement dans les zones mal couvertes par l'instrumentation terrestre. L'objectif scientifique est d'établir le bilan de carbone dans les zones vulnérables comme l'Amazonie, l'Afrique et les régions boréales dont le sol et la végétation sont susceptibles dans un futur proche de relâcher du CO2. Les volumes de ce gaz à effet de serre peuvent jouer un rôle notable dans les changements climatiques. Le satellite est placé en orbite en juillet 2025.

## Objectifs scientifiques
L'objectif scientifique de la mission MicroCarb est de mesurer les flux de carbone à la surface qui correspondent aux échanges entre les différents réservoirs de carbone : atmosphère, océans, sols, végétations, carbone fossile (charbon, gaz naturel, pétrole).

## Historique
Le projet démarre par une réunion de concertation avec la NASA : l'agence spatiale américaine qui doit lancer en 2013 (finalement le satellite est lancé en 2014) le deuxième exemplaire du satellite Orbiting Carbon Observatory qui remplit une mission analogue et d'autre part le CNES qui envisage que MicroCarb rejoigne après son lancement la constellation A-train pilotée par la NASA. En septembre 2011, le groupe de travail du projet sélectionne le type d'instrument qui doit être embarqué sur le microsatellite : le spectromètre à réseau dispersif est préféré à un interféromètre à transformée de Fourier statique.
La phase A se déroule entre 2012 et 2013.
Le projet réunit le CNES et, pour les aspects scientifiques, plusieurs laboratoires français :
- le Laboratoire des sciences du climat et de l'environnement (LSCE) dans lequel travaille le responsable scientifique du projet.
- le Centre d'Etudes Spatiales de la BIOsphère (CESBIO).
- le Centre national de recherches météorologiques (CNRM).
- le Groupe de spectrométrie moléculaire et atmosphérique (GSMA).
- le Laboratoire inter-universitaire des systèmes atmosphériques (LISA).
- le Laboratoire de météorologie dynamique (LMD).
- le Laboratoire de physique moléculaire pour l'atmosphère et l'astrophysique (LPMAA).

En 2015, un complément de phase A est réalisé et un appel d'offres européen pour l'instrument est lancé. Le projet vise maintenant un lancement du satellite à l'horizon 2023 à partir de Kourou sur un lanceur Vega C.
Le lancement est repoussé une nouvelle fois début 2024 à 2025. Il est placé en orbite avec succès le 26 juillet 2025, avec la mission CO3D.

## Caractéristiques du satellite
Le microsatellite MicroCarb doit utiliser la plate-forme Myriade déjà utilisée sur les satellites DEMETER, PARASOL, TARANIS... Mais cette plate-forme intègre également plusieurs évolutions techniques (nouveau calculateur OMER, nouveau senseur stellaire, nouvel accumulateur...). La charge utile est constituée par un instrument unique qui analyse le rayonnement solaire réfléchi par la Terre dans le moyen infrarouge. Le satellite doit être placé sur une orbite héliosynchrone.